# Reserva Extrativista Alto Tarauacá
Reserva Extrativista Alto Tarauacá är ett naturreservat i Brasilien.   Det ligger i kommunen Tarauacá och delstaten Acre, i den västra delen av landet, 2 700 km väster om huvudstaden Brasília.
I omgivningarna runt Reserva Extrativista Alto Tarauacá växer i huvudsak städsegrön lövskog. Trakten runt Reserva Extrativista Alto Tarauacá är nära nog obefolkad, med mindre än två invånare per kvadratkilometer.